# Banco de dados objeto-relacional
Banco de dados objeto-relacional (BDOR) ou sistema de gerenciamento de banco de dados relacional de objetos (SGBDRO), do inglês object-relational database (ORD) ou object-relational database management system (ORDBMS), é um sistema de gerenciamento de banco de dados (SGBD) semelhante a um banco de dados relacional, porém com um modelo de banco de dados orientado a objetos: objetos, classes e herança são suportados diretamente nos esquemas do banco de dados e na linguagem de consulta. Além disso, ele suporta extensão do modelo de dados com a personalização de tipos de dados e métodos.
Um BDOR é muitas vezes considerado um intermédio entre os bancos de dados relacionais (RDB) e os orientados a objetos, porque apresentam características dos dois modelos. Sua estrutura básica herda características dos RDB, visto que os dados são armazenados em um banco de dados tradicional e manipulados e acessados utilizando comandos escritos, utilizando linguagens como a SQL. Entretanto, o banco de dados objeto relacional também apresenta características orientadas a objetos, em que o banco é considerado um armazenamento de objetos, geralmente direcionado para softwares que são escritos em uma linguagem de programação orientada a objetos. 

## História
A tecnologia de armazenamento de dados tem evoluído para atender às demandas de manipulação de aplicações e dados complexos. Sistemas de gerenciamento de bancos de dados (SGBDs) vêm se adaptando e evoluindo, e são adequados para muitas aplicações comerciais. Contudo, algumas das aplicações mais recentes têm requisitos e características consideráveis que não são bem resolvidas pelos SGBDs tradicionais. 
Exemplos de limitações dos SGBDs tradicionais:
- Não oferecem suporte para implementar diretamente:
  - atributo composto;
  - atributo multivalorado;
  - especialização/generalização;
  - tipos complexos;
  - comportamento de objeto.

Graças a essas limitações, surgiram os SGBDOO, sistemas de gerenciamento de banco de dados orientados a objetos, com o objetivo de contornar esses obstáculos. Porém, esse tipo de banco de dados ainda está amadurecendo, são mal entendidos e difíceis de utilizar. Por isso, não foram bem aceitos pelo mercado e pelos campos acadêmicos. Isso se deve, principalmente, ao grande esforço tecnológico e financeiro necessário para realizar a migração dos RDB para os SGBDOO.

Assim, para superar a fraca aceitação dos SGBDOO, surgiram os SGBDOR. Este novo modelo mantém as vantagens do modelo relacional e acrescenta características do modelo orientado a objetos, sendo um entremeio dos dois modelos em questão. Ou seja, os sistemas de gerenciamento bancos de dados objeto-relacionais aparecem como uma tentativa de ampliar a função dos sistemas de banco de dados relacionais, os relacionando com as capacidades necessárias para dar suporte a uma gama mais ampla de aplicações, que são apresentadas pelo modelo orientado a objetos.